# Jakob Dusek
Jakob Dusek (* 19. November 1996 in St. Pölten) ist ein österreichischer Snowboarder. Er startet im Snowboardcross.

## Werdegang
Dusek, der für den Union Trendsport Weichberger startet, errang beim Europäischen Olympischen Winter-Jugendfestival 2013 in Predeal den 29. Platz im Parallel-Riesenslalom und den 13. Platz im Snowboardcross. Im März 2013 erreichte er in Puy-Saint-Vincent mit dem dritten Platz seine erste Podestplatzierung im Europacup. Bei den Juniorenweltmeisterschaften 2014 in Chiesa in Valmalenco belegte er den 25. Platz, den Juniorenweltmeisterschaften 2015 in Yabuli den 16. Rang und bei den Juniorenweltmeisterschaften 2016 in Rogla den 27. Platz. In der Saison 2015/16 hatte er in Montafon sein Debüt im Snowboard-Weltcup, das er auf dem 48. Platz beendete und holte in Lenk seinen ersten Sieg im Europacup.
In der Saison 2017/18 errang er im Europacup sechs zweite und drei erste Plätze und gewann damit die Snowboardcross-Wertung. Auch in der folgenden Saison gewann er mit vier zweiten und drei ersten Plätzen diese Wertung. In der Saison 2019/20 kam er bei sechs Weltcupteilnahmen, viermal unter die ersten Zehn. Dabei erreichte er in Big White mit dem zweiten Platz seine erste Podestplatzierung im Weltcup und zum Saisonende den fünften Platz im Snowboardcross-Weltcup. Bei den Snowboard-Weltmeisterschaften belegte er im Februar 2021 in Idre (Schweden) als zweitbester Österreicher hinter Alessandro Hämmerle (Rang 2) den vierten Rang im Snowboardcross. In der Saison 2021/22 holte er in Cervinia seinen ersten Weltcupsieg. Zudem errang er zwei zweite Plätze und zum Saisonende den dritten Platz im Snowboardcross-Weltcup. Beim Saisonhöhepunkt, Olympischen Winterspielen 2022 in Peking, errang er den 25. Platz.
Dusek nahm bisher an 64 Weltcups teil und belegte dabei 26-mal eine Top-Zehn-Platzierung (Stand: Saisonende 2024/25).

## Teilnahmen an Weltmeisterschaften und Olympischen Winterspielen

### Olympische Winterspiele
- 2022 Peking: 25. Platz Snowboardcross

### Snowboard-Weltmeisterschaften
- 2021 Idre: 4. Platz Snowboardcross, 7. Platz Snowboardcross Team
- 2023 Bakuriani: 1. Platz Snowboardcross, 2. Platz Snowboardcross Team
- 2025 Engadin: 4. Platz Snowboardcross, 14. Platz Snowboardcross Team

## Weltcupsiege und Weltcup-Gesamtplatzierungen

### Weltcupsiege
| Nr. | Datum             | Ort              |
| --- | ----------------- | ---------------- |
| 1.  | 18. Dezember 2021 | Cervinia         |
| 2.  | 14. Dezember 2024 | Cervinia         |
| 3.  | 8. März 2025      | Gudauri          |
| 4.  | 5. April 2025     | Mont Sainte-Anne |

### Weltcup-Gesamtplatzierungen
| Saison  | Punkte | Platz |
| ------- | ------ | ----- |
| 2015/16 | 61,2   | 64.   |
| 2016/17 | 65     | 66.   |
| 2017/18 | 224,1  | 55.   |
| 2018/19 | 95,2   | 48.   |
| 2019/20 | 2250   | 5.    |
| 2020/21 | 128    | 13.   |
| 2021/22 | 370    | 3.    |
| 2022/23 | 294    | 9.    |
| 2023/24 | 331    | 6.    |
| 2024/25 | 444    | 3.    |

## Auszeichnungen
- 2023: Niederösterreichischer Sportler des Jahres[2]